# 역사심리학 (허구)
역사심리학(psychohistory)은 역사, 사회학, 수학적 통계를 결합하여 은하 제국과 같은 매우 큰 집단의 사람들의 미래 행동에 대한 일반적인 예측을 하는 아이작 아시모프의 파운데이션 세계의 허구 과학이다. 이 내용은 나중에 1951년 소설 파운데이션 (소설)으로 수집될 4개의 단편 소설(1942~1944)에서 처음 소개되었다.

## 같이 보기
- 인지 과학
- 경제사
- 게임 이론
- 랴푸노프 시간
- 거시경제학
- 운용과학
- 생존분석